# جاكسون هايس
جاكسون هايس (بالإنجليزية: Jaxson Hayes)‏ هو لاعب كرة سلة أمريكي يلعب في مركز لاعب الوسط في نادي نيو أورلينز بيليكانز.

## روابط خارجية
- جاكسون هايس على موقع إن بي أي (الإنجليزية)
- جاكسون هايس على موقع سبورتس رفرنس (الإنجليزية)
- جاكسون هايس على موقع كرة السلة الأوروبية.كوم (الإنجليزية)
- جاكسون هايس على موقع إي إس بي إن.كوم (الإنجليزية)
- جاكسون هايس على موقع كلية كرة السلة في سبورتس رفرنس.كوم (الإنجليزية)
- جاكسون هايس على موقع ريلجم (الإنجليزية)
- جاكسون هايس على موقع بروبوليرز (الإنجليزية)